# 쇼루밍

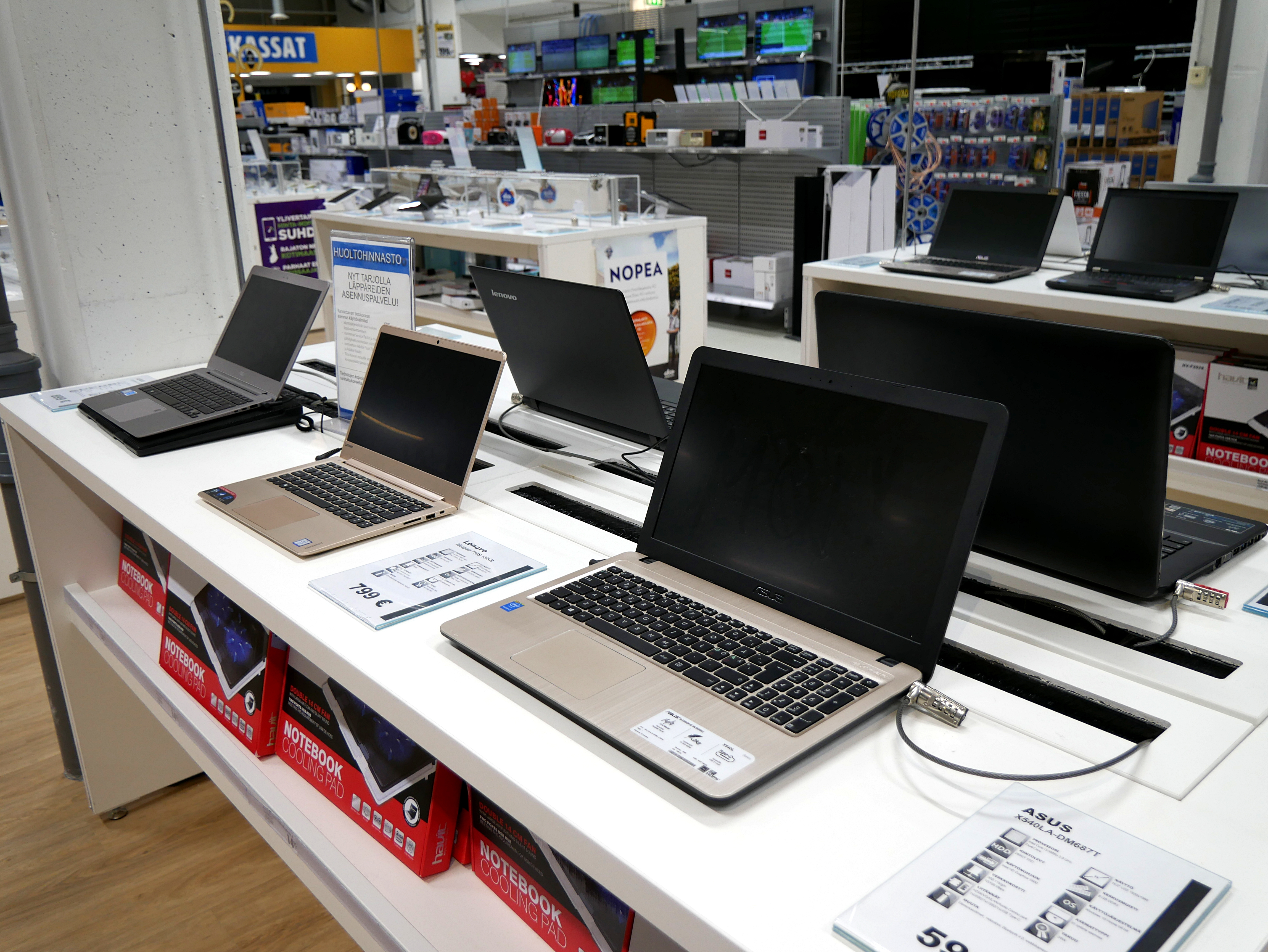
소매점에서 온라인 구매 전 고객이 자주 살펴보는 전자제품들.

쇼루밍(Showrooming)은 전통적인 오프라인 소매점이나 기타 오프라인 환경에서 상품을 살펴본 다음, 때로는 더 저렴한 가격으로 온라인에서 구매하는 행위이다. 온라인 상점은 간접비용이 들지 않기 때문에 오프라인 상점보다 낮은 가격을 제시하는 경우가 많다. 와튼 스쿨의 직원들은 쇼루밍과 다른 곳에서 구매하는 행위가 그 자체로 새로운 것은 아니지만, 온라인 구매가 더 많이 가능해지면서 그 영향이 더 커졌다고 언급했다.
쇼루밍의 반대 현상은 "온라인에서 조사하고 오프라인에서 구매하기"이며, 웹루밍이라고도 알려져 있다. 이는 고객이 실제 상점에서 제품을 구매하기 전에 온라인에서 제품을 조사하는 것을 말한다.

## 확산
2012년 컴스코어 연구에 따르면 미국 소비자 중 35%가 쇼루밍을 경험했으며, 이들 중 절반은 25세에서 34세 사이였다. 2013년 설문조사에서는 미국 소비자 750명을 대상으로 조사를 진행했는데, 이들 중 73%가 지난 6개월 동안 쇼루밍을 한 경험이 있다고 응답했다. 그러나 딜로이트가 수집하고 분석한 3년간의 데이터는 쇼루밍의 확산에 대해 반박한다. 딜로이트는 실제로 쇼핑 과정의 일부로 매장 내에서 디지털 기기를 사용하는 고객이 구매할 가능성이 더 높다는 것을 발견했다.

## 소매업체에 미치는 영향
쇼루밍은 소매업체에 판매 손실뿐만 아니라 소비자의 반복적인 검사로 인해 매장의 제품 샘플이 손상될 수 있어 비용이 많이 들 수 있다.
쇼루밍은 영국 사진 체인 제솝스와 타깃이 아마존 킨들 판매를 중단하기로 결정한 배경으로 알려져 있다.

## 소매업체의 쇼루밍 대응 노력
많은 소매업체들이 가격을 인하하여 쇼루머들과 경쟁하려고 노력했다. 그러나 독립적인 사업체들은 포함된 서비스와 다른 전략을 통해 가치를 추가함으로써 쇼루밍에 대응하도록 조언받는다. 예를 들어, 고객들이 온라인에서 정보를 찾아볼 필요가 없도록 정보와 리뷰를 더 쉽게 이용할 수 있도록 하는 것이다.
타깃과 같은 일부 대형 소매업체는 자체 매장에서만 판매하는 독점 제품을 판매하여 쇼루밍과 싸우려고 시도하고 있다. 월마트는 고객이 온라인 구매 시 배송료를 피할 수 있도록 매장에서 제품을 직접 수령할 수 있도록 허용한다. 이와 동일한 관행이 유럽 국가로 확산되고 있다.
미국과 호주의 일부 전문 패션 매장은 둘러보기 위한 "피팅 요금"을 도입했으며, 고객이 구매하는 경우 전액 환불해 준다.
베스트 바이는 아마존닷컴에 등록된 상품의 온라인 가격과 일치하도록 보장했으며, 2013년 4월에는 삼성과 같은 제조업체에 공간을 임대하여 고객이 작동하는 제품을 보고 제조사 권장 소매가로 구매할 수 있도록 할 것이라고 발표했다.

## 같이 보기
- 쇼룸